# Theodor Kirchhoff (Schriftsteller)

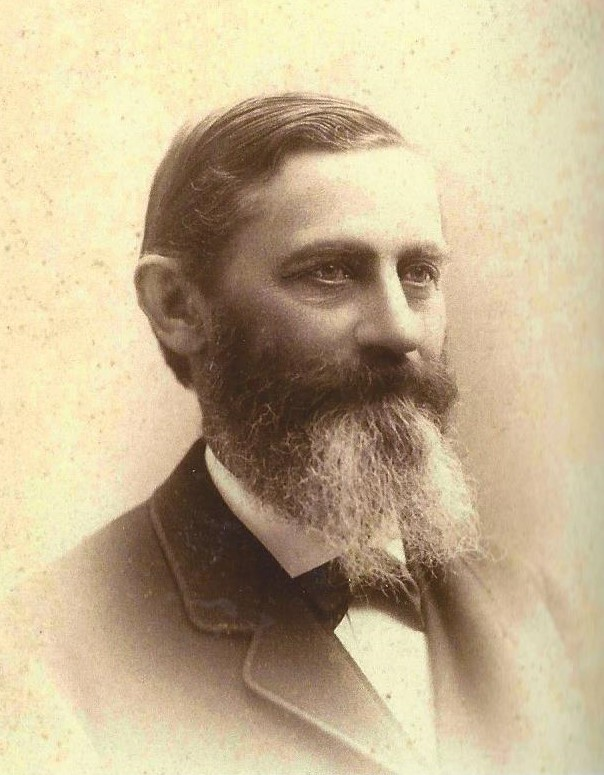
Theodor Kirchhoff

Theodor Kirchhoff (* 8. Januar 1828 in Uetersen; † 10. März 1899 in San Francisco) war ein deutsch-amerikanischer Schriftsteller.

## Leben
Kirchhoff war der Sohn des Advokaten und langjährigen Bürgermeisters von Kiel Johann Nikolaus Anton Kirchhoff. Er besuchte zunächst die heimatliche Lateinschule in Uetersen und das Katharineum zu Lübeck. Im Jahr 1847 wechselte er auf die Polytechnische Schule in Hannover. In der Schleswig-Holsteinischen Erhebung trat er in Wasner’s Freikorps ein. Als Leutnant nahm er an allen Hauptgefechten teil. Nach Beendigung des Krieges emigrierte er im April 1851 in die Vereinigten Staaten. Anfangs schlug er sich in St. Louis als Klavierspieler durch und wohnte dann auch in Davenport (Iowa), blieb aber nirgends lange sesshaft. 1869 ließ er sich als Mitteilhaber eines Juweliergeschäfts in San Francisco nieder, wo er 1899 nach kurzer, schwerer Krankheit verstarb. Seine Bücher veröffentlichte er mit seinem Bruder Friedrich Christian Kirchhoff.

## Werke

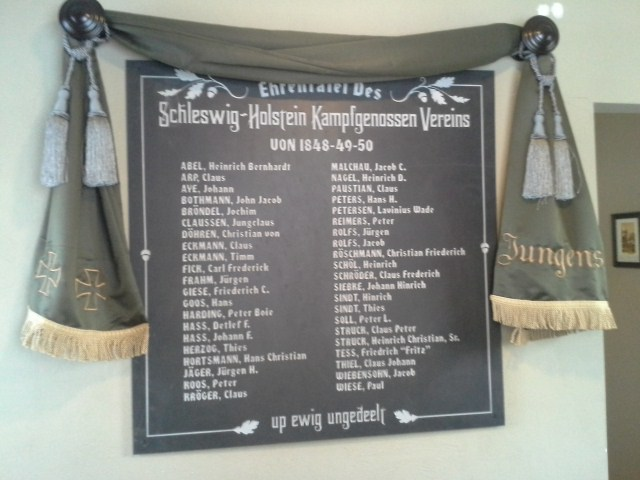
Ehrentafel in Davenport

- Lieder des Krieges und der Liebe. Dresden. 1864.
- Adelpha. 1869.
- Reisebilder und Skizzen aus Amerika,  2 Bde. Altona 1875/76.
- Balladen und neue Gedichte. Altona 1883.
- Californische Kulturbilder. Theodor Fischer, Cassel 1886 (eingeschränkte Vorschau in der Google-Buchsuche [abgerufen am 17. September 2024]).
- Eine Reise nach Hawaii. Altona 1890.
- Ein Auswandererleben. New York 1899 (episch-lyrische Dichtung).